# 利索韋 (沃洛奇斯克區)
49°41′18″N 26°34′32″E / 49.68833°N 26.57556°E
利索韋（烏克蘭語：Лісове）是位於烏克蘭西部的村莊，由赫梅利尼茨基州裡赫梅利尼茨基區的沃洛奇斯克市鎮負責管轄。該村始建於1927年，面積0.24平方公里，海拔高度303米，2001年人口38，人口密度每平方公里161.7人。